# Олдем (округ, Техас)
Округ Олдем (англ. Oldham County) расположен в США, штате Техас. По состоянию на 2000 год численность населения составляла 2185 человек. Окружным центром является город Вега.

## География
По данным Бюро переписи США, общая площадь округа составляет 3889 км², из которых 3887 км² суша и 2 км² или 0,05 % это водоёмы.

### Соседние округа
- Деф-Смит (юг)
- Куэй (запад)
- Мур (северо-восток)
- Поттер (восток)
- Хартли (север)

## История
Учреждённый в 1876-м, к 1880 году округ Олдем был организован и получил своё имя в честь техасского законодателя и сенатора конфедерации — Уильямсона Симпсона Олдема. К моменту образования его территория практически целиком была частью ранчо XIT, самого крупного фермерского хозяйства Техаса. Первоначальным окружным центром стал город Таскоса, который в 1880-х являлся одним из самых больших городов Техасского выступа. Однако новые железные дороги обошли стороной Таскосу, вдоль этих линий выросли новые города, фермы; и к 1915 году в Таскосе осталась окружная управа, но не было жителей. В том же году окружной центр был перенесён в Вегу.
Олдем — преимущественно сельскохозяйственный край, с многотысячными гектарами земли, отведённой под пшеницу и основные культуры. Также в округе наблюдается некоторая нефтедобыча.

## Демография
По данным переписи населения 2000 года в округе проживало 2185 жителей, в составе 735 хозяйств и 565 семей. Плотность населения была 1 человек на квадратный километр. Насчитывалось 815 жилых домов, при плотности покрытия 0 построек на квадратный километр. По расовому составу население состояло из 90,66 % белых, 1,88 % чёрных или афроамериканцев, 1,28 % коренных американцев, 0,37 % азиатов, 4,62 % прочих рас, и 1,19 % представители двух или более рас. 11,03 % населения являлись испано- или латиноамериканцами.
Из 735 хозяйств 35,1 % воспитывали детей возрастом до 18 лет, 66,7 % супружеских пар живших вместе, в 8,8 % семей женщины проживали без мужей, 23 % не имели семей. На момент переписи 21 % от общего количества жили самостоятельно, 10,1 % лица старше 65 лет, жившие в одиночку. В среднем на каждое хозяйство приходилось 2,61 человека, среднестатистический размер семьи составлял 3,03 человека.
Показатели по возрастным категориям в округе были следующие: 35% жители до 18 лет, 7,2 % от 18 до 24 лет, 23,3 % от 25 до 44 лет, 23,2 % от 45 до 64 лет, и 11,3 % старше 65 лет. Средний возраст составлял 33 года. На каждых 100 женщин приходилось 108,1 мужчин. На каждых 100 женщин в возрасте 18 лет и старше приходилось 90,6 мужчин.
Средний доход на хозяйство в округе составлял 33 713 $, на семью — 39 091 $. Среднестатистический заработок мужчины был 26 845 $ против 20 185 $ для женщины. Доход на душу населения в округе был 14 806 $. Около 10,5 % семей и 19,8 % общего населения находились ниже черты бедности. Среди них было 20 % тех кому ещё не исполнилось 18 лет, и 7,9 % тех кому было уже больше 65 лет.

## Населённые пункты

### Города
- Вега
- Эйдриан

### Немуниципальные территории
- Бойс-Ранч
- Уилдорадо

### Заброшенные населённые пункты
- Бойсе

## Политическая ориентация
На президентских выборах 2008 года Джон Маккейн получил 88,37 % голосов избирателей против 11,09 % у демократа Барака Обамы.
В Техасской палате представителей округ Олдем числится в составе 86-го района. С 1985 года интересы округа представляет атторней из Амарилло республиканец Джон Смити.

## Образование
Образовательную систему округа составляют следующие учреждения:
- школьный округ Бойс-Ранч
- гимназия Бойс-Ранч[4]
- школьный округ Вега[5]
- школьный округ Уилдорадо[6]
- школьный округ Эйдриан

## Галерея
|                                  |                                                                                  |                                                             |
| Водонапорная башня в городе Вега | Фермерская земля в округе Олдем. Долина Канейдиан-Ривер между Вегой и Далхартом. | Заброшенная автозаправка «Тексако» Вега, округ Олдем, Техас |